# Alexander Dorn (Musiker)

Alexander Dorn

Alexander Julius Paul Dorn (* 8. Juni 1833 in Riga; † 27. November 1901 in Berlin) war ein deutscher Komponist, Chordirigent und Musikpädagoge.

## Leben
Alexander Dorn war ein Sohn des bekannteren Komponisten Heinrich Dorn und Bruder des Komponisten  Otto Dorn. Er wurde von seinem Vater ausgebildet. Anschließend wurde er Privatmusiklehrer in Polen, musste aber aus gesundheitlichen Gründen seinen Wohnsitz nach Ägypten verlegen, wo er als Dirigent deutscher Männergesangvereine in Kairo und später in Alexandria tätig war. Ab 1865 war er Dirigent der Liedertafel in Krefeld. 1869 wurde er Lehrer für Klavier an der Hochschule für Musik Berlin.
Er hinterließ zahlreiche, heute meist vergessene Werke, darunter eine Anzahl Etüden und leichtere Stücke für Klavierschüler, aber auch Klavierkonzerte (ungedruckt), Werke für Klavier, Operetten für Frauenstimmen, drei Messen für Männerchor und Orchester, das Chorwerk „Der Blumen Rache“ für Soli, Chor und Orchester sowie einige Lieder.
Alexander Dorn starb 1901 im Alter von 68 Jahren in Berlin. Beigesetzt wurde er auf dem dortigen Friedhof II der Jerusalems- und Neuen Kirche vor dem Halleschen Tor. Das Grab ist nicht erhalten.

## Werke (Auswahl)
- Chant arabes, Op. 34.
- Mélodies arabe, Op. 35.
- Die verkannten Genies oder Die Verschwörung gegen den Musikdirector. Komisches Terzett für Männerstimmen mit Pianoforte-Begleitung, Op. 59 (um 1860)
- Drei Lieder für eine Singstimme mit Begleitung des Pianoforte (ca. 1864).
- 24 Etüden in den verschiedenen Dur u. Moll-Tonarten für das Pianoforte (1873).
- Solonsuite, Op. 79.
- Duette für zwei Singstimmen mit Begleitung des Pianoforte (um 1873).
- Musikalisches Bilderbuch: 12 leichte Clavierstücke,  Op. 93 (ca. 1880)
- Schneeglöckchen, Op. 85. Nach einem Gedicht von A. von Michalowska.
- Der Beichtzettel, Op. 94. Lied für eine Baßstimme mit Begleitung der Pianoforte.
- Etüden in der verschiedenen Dur- u. Moll-Tonarten f. d. Pianoforte Op. 100.
- Kleine Walzer für die Violine mit Klavierbegleitung, Op. 127 (ca. 1889)
- Zwei leichte Vortragsstücke für Violine mit Pianoforte-Begleitung, Op. 136 (ca. 1890).
  - No. 1 Festmarsch
  - Neue Improvisationen über alte Volkslieder für Pianoforte, erschienen bei Pet.Jos. Tonger, Cöln